# Lochum
Lochum ist eine Ortsgemeinde im Westerwaldkreis in Rheinland-Pfalz. Sie gehört der Verbandsgemeinde Hachenburg an.

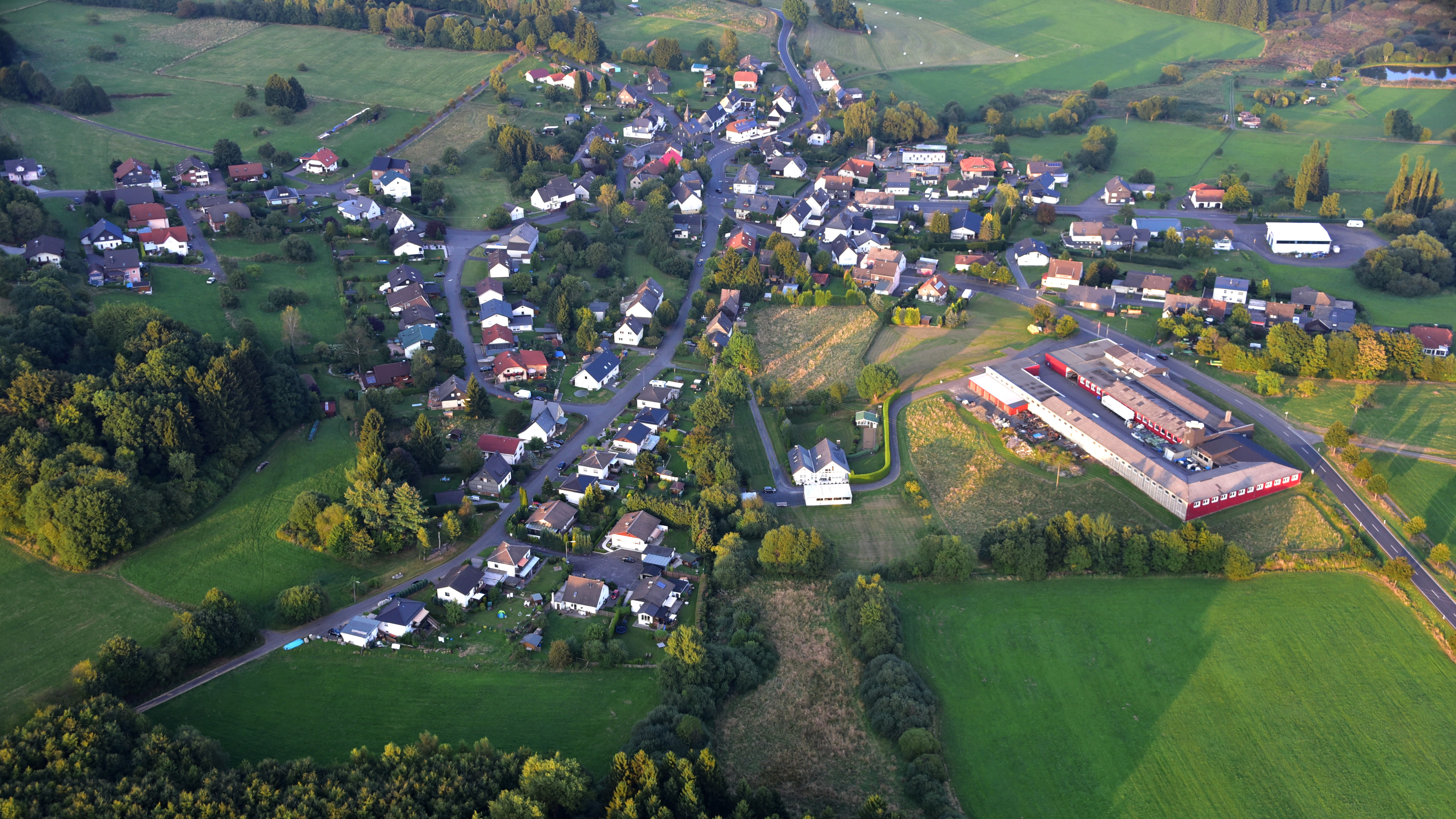
Lochum, Luftaufnahme (2016)

## Geographische Lage

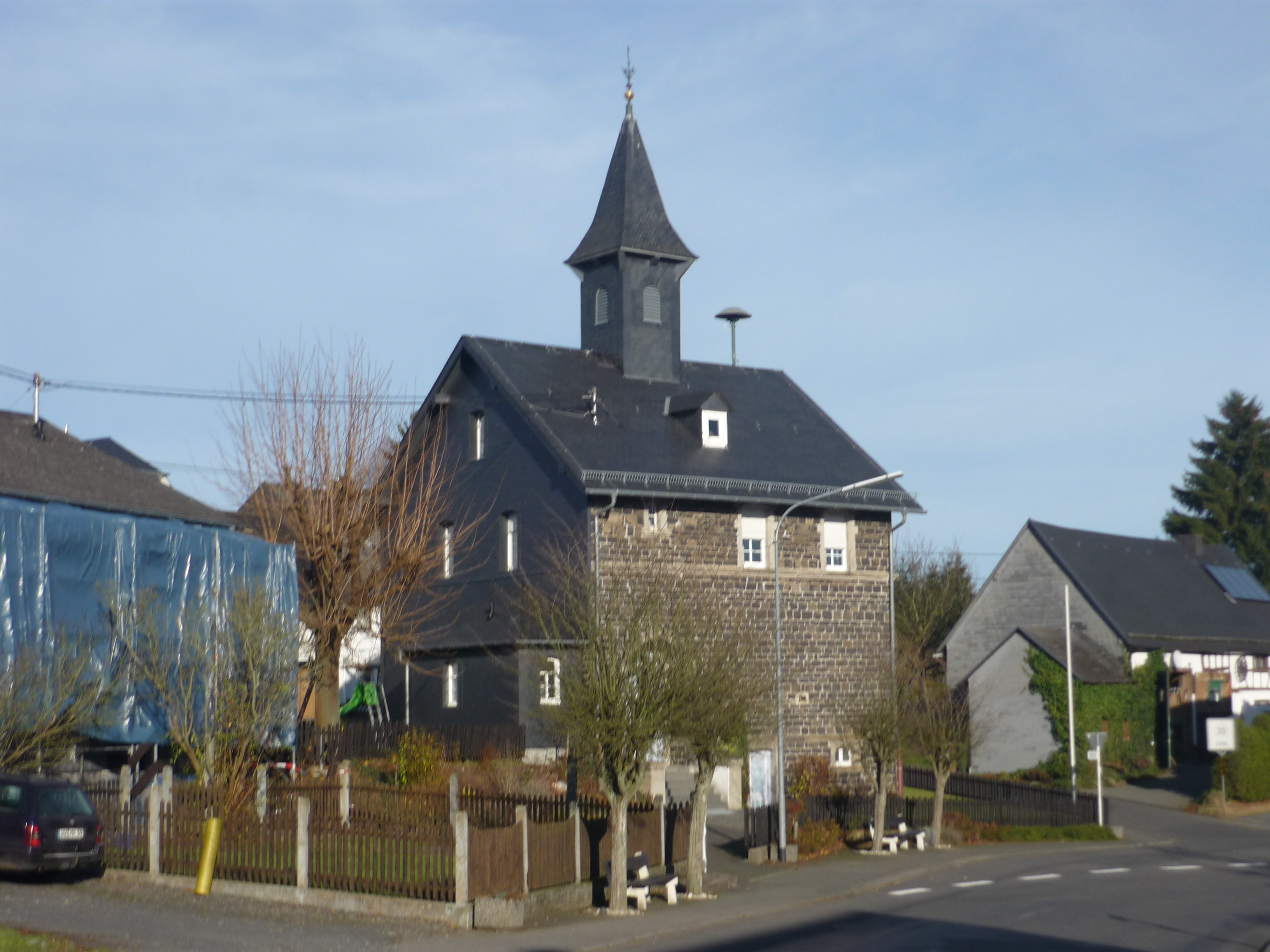
Lochum

Der Ort liegt nordöstlich von Koblenz auf der südlichen Höhe des Tals der Nister nahe der Westerwälder Seenplatte. Nachbarorte sind Alpenrod im Norden, Stockum-Püschen und Rotenhain im Westen sowie Linden im Südwesten. Lochum ist umgeben vom Monsberg (468 m ü. NHN) im Norden und dem Wildenhahn (497 m ü. NHN) im Süden des Orts.
Zu Lochum gehört auch der Wohnplatz Bücherhof.

## Geschichte
1048 wurde Lochum erstmals in einer Urkunde erwähnt. Der Name beruht vermutlich auf dem althochdeutschen Wort loh für kleiner Wald. Aufgrund der Namensendung, bei der es sich um eine Abwandlung der Silbe -heim handelt, wird Lochum, wie mehrere -heim-Orte in der Umgebung, als fränkische Gründungen von vor dem 6. Jahrhundert n. Chr. angesprochen. Jedoch ist diese Datierung keineswegs gesichert.
Lochum war spätestens in der zweiten Hälfte des 16. Jahrhunderts in einen größeren saynischen und einen kleineren nassauischen Teil unterteilt, die zeitweise dennoch eine gemeinsame Gemeinde bildeten. Kirchlich war der Ort bis ins frühe 20. Jahrhundert hinein Teil des Kirchspiels Rotenhain. Im Jahr 1818 erfolgte die Vereinigung beider Ortsteile im Amt Hachenburg des Herzogtums Nassau. Der saynische Ortsteil umfasste 1610 13 Feuerstellen und im Jahr 1818 267 Einwohner. Für den nassauischen Ortsteil werden 1542 zwei Türkensteuerpflichtige genannt, 1578 drei Feuerstellen, 1711 fünf und 1738 neun Feuerstellen. 1809 hatte der nassauische Ort 47 Einwohner.
Bevölkerungsentwicklung
Die Entwicklung der Einwohnerzahl von Lochum, die Werte von 1871 bis 1987 beruhen auf Volkszählungen:
| Jahr | Einwohner |
| 1815 | 267       |
| 1835 | 277       |
| 1871 | 212       |
| 1905 | 205       |
| 1939 | 218       |
| 1950 | 262       |

| Jahr | Einwohner |
| 1961 | 256       |
| 1970 | 260       |
| 1987 | 304       |
| 1997 | 329       |
| 2005 | 334       |
| 2023 | 312       |

## Politik

### Bürgermeister
Frank Petmecky wurde 2014 Ortsbürgermeister von Lochum. Bei der Direktwahl am 26. Mai 2019 wurde er mit einem Stimmenanteil von 94,12 % für weitere fünf Jahre in seinem Amt bestätigt. Er wurde im Juni 2024 wiedergewählt.
Sein Vorgänger war Volker Benner.

### Wappen
| Wappen von Lochum | Blasonierung: „Silberner Schild durch schräglinke, blaue Wellenleiste geteilt. Rechts oben ein grüner Eichenbaum mit fünf Blättern und vier goldenen Früchten; links unten ein grüner Bergkegel, von rechts nach links ansteigend, aus dem Schildrand wachsend zum oberen Rand hin Basaltsäulen bildend.“ |
| Wappen von Lochum | |

## Verkehr
Die Gemeinde liegt zwischen den Bundesstraßen 413, die Bendorf und Hachenburg verbindet, der 414, die von Altenkirchen Richtung Herborn führt und der 255, die Montabaur und Marburg verbindet. Die Bundesautobahn 3 mit der Anschlussstelle Montabaur (AS 40) liegt 25 Kilometer entfernt. Der nächstgelegene ICE-Halt ist der Bahnhof Montabaur an der Schnellfahrstrecke Köln–Rhein/Main. Regionalzüge fahren in den Nachbarorten Enspel und Rotenhain.